# Mila (ime)
Mila je žensko osebno ime.

## Izvor imena
Ime Mila lahko izhaja iz pridevnika míla ali pa je skrajšana oblika iz imen s sestavino mil(a), kot so imena: Bogomila, Ljudmila, Milada, Milana, Milena.

## Različice imena
Ljudmila, Milada, Milena, Milana, Milica 

## Pogostost imena
Po podatkih Statističnega urada Republike Slovenije je bilo na dan 31. decembra 2007 v Sloveniji število ženskih oseb z imenom Mila: 143.

## Osebni praznik
V koledarju je ime  Mila lahko uvrščeno k imenu Milan oziroma Emilija ali Ljudmila.